# Corinne Boulangier
Pour les articles homonymes, voir Boulangier.
Corinne Boulangier Ch.M.W., née le 14 février 1973 à La Louvière, est une animatrice de télévision et de radio belge travaillant à la RTBF. Depuis le 4 mars 2013, elle est directrice de la station La Première.

## Biographie
Romaniste et comédienne de formation, elle s'oriente peu à peu vers le secteur culturel, avec les magazines Ça tourne (cinéma), Millefeuilles (littérature, avec Thierry Bellefroid). Elle a également tenu une rubrique littéraire dans le journal télévisé de la mi-journée[réf. nécessaire]. Corinne a commencé sa carrière d'animatrice dans l'émission Mémoires des rues sur Antenne Centre Télévision (télévision locale de La Louvière).
Elle commence en remplaçant sur La Une Maria Del Rio à la présentation de l'émission Bingovision, et fait de brèves apparitions dans l'émission Pour la gloire. En 2000, elle rejoint Thomas Van Hamme pour la présentation de 5 saisons de Génies en herbe. Elle a également animé plusieurs émissions spéciales de divertissement, parmi lesquelles 100 % Télé à l'occasion du cinquantième anniversaire de la RTBF, et Les Plus Grands Belges ou encore le Concours Reine Elisabeth.
En télévision, elle est chargée des magazines C'est la vie et de la présentation du Concours musical international Reine-Élisabeth-de-Belgique. En radio, sur les ondes de La Première, elle coanime actuellement avec Éric Russon, le magazine Culture Club et a, jusqu'en 2007, remplacé ponctuellement Jean-Pierre Hautier dans l'émission Bonjour quand même. Depuis 2007, elle a fourni le commentaire de radio pour le Concours Eurovision de la chanson. Le 22 février 2013, elle est choisie pour succéder à Jean-Pierre Hautier au poste de directeur de la chaîne de radio La Première, qu'elle investit à partir du 4 mars 2013.

## Honneurs et décorations
- Chevalière du Mérite wallon (Ch.M.W.) (2012[3])
- Moustiques d'or (2004)[2]